# Нестероидни антиинфламаторни лек
Нестероидни антиинфламаторни лек (скраћено НСАИЛ; познат и по свом акрониму НСАИД, од енгл. NSAID), су лекови са аналгетичким, антипиретичким (смањују повишену телесну температуру и ублажавају бол без деловања на стање свести) и, у већим дозама, са антиинфламаторним ефектима (ублажавају запаљења). Израз нестероидни се користи како би разликовао ове лекове од стероида, који (у свом широком спектру дејстава) имају слично еикосаноид-депресирајуће антиинфламаторно дејство. Као аналгетици, НСАИЛ су необични по томе што нису наркотични.
Најпознатији лекови из ове групе су аспирин, ибупрофен, и напроксен које је у многим деловима света могуће купити без рецепта. Међутим, и многи други НСАИЛ су познати и у широкој употреби.

## Механизам дејства
Већина нестероидних антиинфламаторних лекова делују као неселективни инхибитори ензима циклооксигеназе који инхибирају изоензиме циклооксигеназу-1 (COX-1) и циклооксигеназу-2 (COX-2). Циклооксигеназа катализе формирање простагландина и тромбоксана из арахидонске киселине (која је добијена из ћелијског фосфолипидног двослоја фосфолипазом ). Простагландини делују (између осталог) као молекули гласници у процесу инфламације. Овај механизам деловања је расветлио Џон Р. Вејн, који је касније за свој рад награђен Нобеловом наградом. Могуће је да новооткривени COX-3 има исту улогу.